# 박관준
박관준(朴寬俊, 1875년 4월 13일-1945년 3월 13일)은 일제강점기 신사 참배 거부 운동을 전개한 개신교의 장로이며 독립운동가였다. 신사참배거부운동을 전개하다 검속되어 6년간의 옥고 끝에 사망하였다. 1991년 건국훈장 애국장이 추서되었다.

박관준 장로

## 생애
평안북도 영변에서 대부호 박치환의 넷째 아들로 1875년 태어났다. 1900년경부터 기독교를 믿기 시작하여 보수주의적 신앙에 침잠하였고, 한방의를 배워 1917년 4월 조선 의생(醫生)의 면허를 받았다. 여러 곳을 전전하며 개업하다가 1935년 평양 선교정(船橋町)에서 십자의원(十字醫院)을 운영하였다. 1920년대부터 ‘아세아인 5억을 구원하기 위해서는 일본을 기독교화하는 길밖에 없다.’라는 계시를 계속 들었다고 한다. 1937년 신문에서 평양의 삼숭(三崇), 즉 숭실 전문·숭실 중학·숭의 여중이 신사불참배로 폐교위기에 놓였다는 기사를 읽은 뒤 신사참배문제의 심각성을 인식하고 일제와 합법적으로 싸워 한국교회를 구출하기로 결심하였다. 그는 진정서를 작성하여 니시모토(西本) 평남지사, 미나미(南次郎) 총독 등에게 보냈고, 13회나 총독부를 방문하여 신사참배 강요를 포기하도록 권고하였다. 1939년 1월 신사참배문제로 선천 보성(保聖)중학교 교사직을 사퇴한 안이숙(安利淑)과 동경(東京)에서 유학하고 있던 아들 영창(永昌)의 도움으로 일본에 건너가 일본의 거물급 정치인인 닛비키(日疋信亮)·우가키(宇垣一成)·아베(阿部磯雄) 등을 방문하고 진정서를 제출하였다. 이러한 시도가 여의치 않음을 알게 되자 마침내 일본 중의원에 직접 청원하는 길밖에 없다고 판단하고, 종교법안이 심의되는 일자를 골라 1939년 3월 24일 회의장에 들어갔다. 종교 법안이 상정되어 심의가 이루어지던 중 미리 준비되었던 건의서를 “여호와 하나님의 사명이다.”라고 외치면서 단상을 향하여 던졌다. 회의장은 수라장이 되면서 그는 즉시 붙잡혔고 32일간 경시청에 갇혀 있었다. 귀국 후에 신사참배거부운동을 전개하다 검속되어 6년간의 옥고를 치르면서 옥중에서부터 70여일간의 금식끝에 몸이 쇠약해져 가석방되었는데 한민족을 향한 계시로 이사야서 11장 10절~16절 말씀을 유언으로 남기고 서거하셨다. 신사참배거부운동은 일제가 국체변혁모의의 중죄로 다스릴 만큼 중대한 사안으로 간주한 운동인데, 이 운동을 시작한 사람 중의 하나였다.

## 같이 보기
- 박영창
- 안이숙 (1908년)
- 한국의 장로 목록

## 참고 문헌
한국민족문화대백과사전 박관준(朴寬俊)
박영창, 순교자 박관준 장로 일대기, 두란노, 1998